# مسکوویم
مسکوویم (به انگلیسی: Moscovium) یک عنصر مصنوعی با نماد Mc و عدد اتمی ۱۱۵ است. این عنصر برای اولین بار در سال ۲۰۰۳ توسط یک تیم مشترک از دانشمندان روسی و آمریکایی در مؤسسه مشترک تحقیقات هسته‌ای در دوبنا، روسیه سنتز شد. در دسامبر ۲۰۱۵، توسط کارگروه مشترک نهادهای علمی بین‌المللی آیوپاک و آیوپاپ به عنوان یکی از چهار عنصر جدید به رسمیت شناخته شد. در ۲۸ نوامبر ۲۰۱۶، به‌طور رسمی به نام استان مسکو، که مؤسسه مشترک تحقیقات هسته‌ای در آن قرار دارد، نامگذاری شد.